# Villa maritima u Rakama na Šćedru
Villa maritima u uvali Rakama u podmorju otoka Šćedra, općina Jelsa, predstavlja zaštićeno kulturno dobro.

## Opis dobra
Vrijeme nastanka je od 1. do 3. stoljeća. Po dnu same uvale imena Rake sve do dubine od 10 metara nalazi se mnoštvo ulomaka keramike koja datira od rimskog vremena do novog vijeka. Na dnu uvale sa zapadne strane nalaze se razasuti grubo obrađeni blokovi koji su ostaci antičkog mula dugog 6 metara. Širina razasutih blokova je 6 metara, ali sam antički mul vjerojatno nije bio širi od 3 metra. S istočne strane uvale nalazi se mul u čijem se produžetku nalaze kameni ostaci koji su vjerojatno dio starije strukture. Na tom se mjestu nalaze i ostaci dijelova tesera i podloge za mozaik. Oko 12 metara u produžetku mula i oko 2 metra prema istoku na 2 metra dubine nalaze se ostaci donjeg dijela pitosa. Vidljiv dio pitosa dug je 1 metar a presjek stijenke iznosi 4 cm. Na zapadnoj strani uvale na više mjesta na dnu ispod mulja pronađene su velike količine dijelova amfora i drugog keramičkog materijala antičke provenijencije. S obzirom na sve predmetne nalaze, evidentno je da je riječ o kompleksu antičkog gospodarskog postrojenja (ville maritime) velikog rasprostiranja i važnosti.

## Zaštita
Pod oznakom P-5268 zavedena je pod vrstom "arheologija", pravna statusa preventivno zaštićena kulturnog dobra, klasificirano kao "podvodna arheološka zona/nalazište".